# Vjosa Osmani
Vjosa Osmani (nume complet: Vjosa Osmani-Sadriu; n. 17 mai 1982, Kosovska Mitrovica, RS Serbia, RSF Iugoslavia) este un politician kosovar. Din 3 februarie 2020 este președinte al Parlamentului și de la demisia lui Hashim Thaçi pe 5 noiembrie 2020, președinte interimar.

## Educație
Vjosa Osmani a studiat la Universitatea din Pristina dreptul și a urmat doctoratul în Statele Unite la Universitatea din Pittsburgh. Acolo ea a fost, de asemenea, invitată, uneori, ca profesor. De când s-a întors în Kosovo, a predat dreptul la Universitatea din Prishtina și la Universitatea Americană din Kosovo. Ca avocat, ea a sfătuit și Națiunile Unite.

## Carieră politică
Osmani și-a început angajamentul politic ca activistă a Lidhja Demokratike e Kosovës (LDK). În 2009 a fost numită șefă de cabinet a președintelui kosovar de atunci Fatmir Sejdiu. Este membră a parlamentului kosovar din 2011 și până acum a fost realesă de trei ori.

### Promovare sub LDK
Osmani a fost principalul candidat al partidului său la alegerile generale din 2019 din Kosovo și a fost văzută ca un potențial prim-ministru. Ea a spus că oamenii din Kosovo sunt pregătiți pentru prima femeie prim-ministru al țării. Ea a promis să lupte împotriva nivelului ridicat de corupție și să pună în aplicare reformele economiei de piață.
Între 2019 și 2020, Osmani a acționat ca lider adjunct al partidului LDK. Președintele partidului LDK, Isa Mustafa, și-a justificat dezacordul dintre partid și partid cu discrepanțele programatice. Ea era împotriva formării unui nou guvern, care fusese anterior o coaliție între LDK și Lëvizja Vetëvendosje! și a fost dizolvat printr-o mișcare de neîncredere.

### Președinte interimar al Republicii Kosovo
Pe 5 noiembrie 2020, ea a preluat funcția de președinte al Republicii Kosovo în funcția de președinte al Parlamentului după demisia lui Hashim Thaçi - care a fost acuzat de crime de război în războiul din Kosovo în fața unui tribunal special.

## Viața privată
Osmani este căsătorită și are doi copii. Pe lângă albaneza natală, Osmani vorbește fluent engleză, sârbă, turcă și spaniolă .